# Mustapha Moussa
Pour les articles homonymes, voir Moussa.
Mustapha Moussa, né le 2 février 1962 à Mascara et  mort le 3 août 2024 à Oran, est un boxeur algérien  dans les poids mi-lourds. 
Il est le premier médaillé olympique de l'histoire de l'Algérie. Il remporte la médaille de bronze aux Jeux olympiques de 1984 à Los Angeles dans la catégorie des moins de 81 kg.

## Carrière
Mustapha Moussa a évolué dans sa carrière dans deux clubs, à l'ASM Oran puis au MC Oran.

## Palmarès
- Médaille d'or aux Championnats du monde militaires 1982 ( Algérie)
- Médaille d'or aux Jeux méditerranéens de 1983 à Casablanca ( Maroc)
- Médaillé de bronze aux Jeux olympiques de 1984 à Los Angeles ( États-Unis)
- Médaille d'or aux Jeux panarabes de 1985 à Rabat ( Maroc)
- Médaille d'or au championnat arabe de police 1986  ( Irak)
- Médaillé d'argent lors des Jeux africains de 1987 à Nairobi ( Kenya)[3].

### Tournois internationaux
- Médaillé d'argent President's Cup Jakarta, Indonésie 1981 (75 kg)
- Médaillé de bronze Giraldo Cordova Cardin Tournament - Santiago de Cuba 1983 (81 kg)
- Quarts de finale World Cup -Seoul, Corée du Sud, 1985 (81 kg)

## Décès
Il est décédé en aout 2024 à la suite d'un accident de la route en mai 2024.